# 湯姆·蓋里
湯姆·蓋里（Thomas John Guiry，1981年10月12日—）是美國的一位演員。他出生在紐約，出演過兩小無猜等電視劇。在2013年8月，蓋里涉嫌在酒醉後休斯敦機場用頭撞擊警察。

## 影視作品
- 《獵殺U-571》(2000)– Seaman Ted 'Trigger' Fitzgerald, Radioman
- 《黑鷹計畫》(2001)－Sgt. Ed Yurek
- 《神秘河流》(2003)－Brendan Harris